# 極圈
極圈是南北緯66.5度的緯線，其緯度是黃赤交角的余角。因緯度甚高，接收太陽輻射量不足，終年寒冷、白雪覆蓋。永晝和永夜

極圈生物必須忍受這種嚴寒的氣候，所以大多擁有極厚的皮下脂肪與極密的毛髮來禦寒。例如：北極熊、企鵝。